# شوربة الذرة
شوربة الذرة، تتكوّن بشكل أساسي من الذرة، ويمكن إضافة عدّة مكوّنات أخرى إلى شوربة الذرة حسب الرغبة كالفطر، الدجاج، وغيرها.

## مكونات شوربة الذرة
الوصفة الأساسية تحضّر عادةً من: الذرة، البصل، الدقيق، البيض، الحليب، الفلفل والملح.

## السعرات الحرارية
تحتوي وجبة شوربة الذرة مع الدجاج (500غ تقريباً) على المعلومات الغذائية التالية:
- السعرات الحرارية: 178
- الدهون: 3
- الدهون المشبعة: 1
- الكوليسترول: 71
- الكاربوهيدرات: 6
- البروتينات: 31

## وصلات خارجية
وصفة شوربة الذرة مع معلوماتها الغذائية